# قادرآباد (فسا)
قادرآباد ، روستایی از توابع بخش ششده و قره‌بلاغ شهرستان فسا در استان فارس ایران است. نام روستا به "ملا قادر پارسایی"، که از بانیان آبادسازی این منطقه بود، اشاره دارد.

## جمعیت
این روستا در دهستان ششده قرار دارد و براساس سرشماری مرکز آمار ایران در سال ۱۳۸۵، جمعیت آن ۳۳۹ نفر (۸۰خانوار) بوده‌است.